# Arvid R. Molander
Arvid Ragnar Molander, född 21 mars 1886 i Tranemo församling, Älvsborgs län, död 21 april 1965, var en svensk zoolog.
Molander, som var son till fabrikör Mårten Molander och Elise Molander, blev filosofie magister i Uppsala 1910, filosofie licentiat 1913 och filosofie doktor på en avhandling om Alcyonacea 1916. Han blev förste assistent vid havsfiskelaboratoriet i Lysekil 1929, laborator 1948 och var föreståndare för undersöknings- och försöksanstalten för havsfisket 1948–1954. Han var fiskestipendiat 1918–1937 och t.f. fiskeriintendent 1955.
Molander var ledamot av Lysekils stadsfullmäktige för högern 1930–1954 och vice ordförande 1939–1954. Han var ledamot av Göteborgs och Bohus läns landsting 1926–1930 och 1934–1954, ordförande där 1937–1938, vice ordförande 1939–1950 och ordförande i finansavdelningen av förvaltningsutskottet 1939–1950. Han var även ordförande i Bohusläns Islandsfiskares förening och Storsjöfiskarnas försäljningsförening. 
Molander författade skrifter i fiskeribiologiska ämnen, huvudsakligen behandlande olika fiskars biologiska och tillväxtförhållanden, studier över djursamhället i Gullmarsfjorden, det bohuslänska sillfiskets historia och skrifter rörande arktiska och antarktiska koralldjur.